# Флэк, Тедди
Эдвин Гарольд «Тедди» Флэк (англ. Edwin Harold "Teddy" Flack; 5 ноября 1873, Лондон, Великобритания — 10 января 1935 год, Бёрвик, Австралия) — австралийский легкоатлет и теннисист, двукратный чемпион летних Олимпийских игр 1896 и первый Олимпийский чемпион от Австралии.

## До Олимпийских игр
Флэк родился 5 ноября 1873 года в лондонском районе Ислингтон в семье Йозефа и Мариан Флэк. В возрасте пяти лет он с семьёй переехал в австралийский город Бёрвик, который является пригородом Мельбурна. Там его отец основал бухгалтерскую фирму. В 1892 году он окончил Мельбурнскую грамматическую школу, и стал работать в компании отца. В 1895 году, Флэк поехал в Лондон, чтобы продолжить обучение в фирме «Price Waterhouse» (ныне «PricewaterhouseCoopers»). Оттуда, в 1896 году он поехал в Афины, чтобы принять участие в I летних Олимпийских играх.
Ещё до отъезда, Флэк участвовал и побеждал в различных забегах. Он соревновался в гонках на одну, четыре и семь миль, и выигрывал чемпионат Австралазии в ноябре 1894 года и две гонки штата Виктория на одну и половину мили.

## Выступление на играх

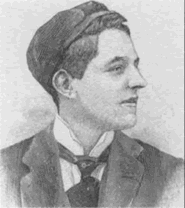
Тедди Флэк во время игр

Сначала, 6 апреля, Флэк участвовал в отборочных забегах на 800 м. В его группе были также венгр Нандор Дани, британец Джордж Маршалл и немец Фридрих Траун. Флэк, с результатом 2:10,0, стал первым, вместе с ним в финал выходил Дани. В заключительной гонке, 9 апреля, вместе с Флэком и Дани участие принял грек Димитриос Големис. Француз Альбен Лермюзьо, имевший право на участие в гонке, не стартовал. Флэк победил в гонке с результатом в 2:11,0, обойдя серебряного призёра Дани на 0,8 секунд.
7 апреля, Флэк участвовал в забеге на 1500 м, который проходил без квалификации. Вместе с австралийцем бежали ещё семь спортсменов. Флэк стал чемпионом с результатом 4:33,2.
10 апреля, он участвовал в ещё одной легкоатлетической дисциплине — в марафоне. С самого начала гонки он был в числе лидеров забега, а после того, как с дистанции сошли американец Артур Блейк и француз Альбен Лермюзьо, Флэк примерно километр был лидером. Однако вскоре его догнали несколько греков, включая победителя Спиридона Луиса, и Флэк решил сойти с дистанции. Его отвезли к стадиону, где заканчивалась гонка, и там он смотрел финиш.
Кроме лёгкой атлетики, Флэк участвовал в теннисных соревнованиях в одиночном и парном (вместе с британцем Джорджом Робертсоном) турнирах. В одиночном разряде он проиграл в первом же раунде греку Аристидису Акратопулосу. В парном он выходил сразу в полуфинал, однако в нём он проиграл грекам Дионисиосу Касдаглису и Деметриосу Петрококкиносу, и, вместе с Робертсоном, получил бронзовую медаль.

## После соревнований
После игр Флэк вернулся в Лондон, а в 1898 году вернулся обратно в Австралию. Он больше не выступал за сборную своей страны, однако продолжал заниматься лёгкой атлетикой, теннисом, а также гольфом, состоял в нескольких теннисных и гольфистких клубах. Он также стал членом Австралийского олимпийского комитета. Кроме этого, он был директором нескольких компаний и фирм.
10 января 1935 года Флэк умер от операции на сердце. После себя он оставил наследство в 43 855 £, однако он не был женатым и у него не было детей.
После смерти, в честь него были названы улица в Бёрвике и улица в Мельбурне. В честь него также названы спортивные площадки Мельбурнской грамматической школы и парк в Бёрвике, где также стоит бронзовая скульптура спортсмена. Также, в 1996 году, через сто лет после Олимпийских игр, были выпущены марки с изображением Флэка.